# Мєшков Іван Андрійович
Іван Андрійович Мєшков (3 вересня 1910, с. Потапівка (нині — Есманьської селищної територіальної громади Шосткинського району Сумської області) — 3 листопада 1943 року, с. Нові Петрівці, Київська область, Українська РСР, СРСР) — Герой Радянського Союзу, заступник командира батальйону стрілецького полку, старший лейтенант .

## Біографія
Представлено до нагородження званням Героя Радянського Союзу за мужність та героїзм, виявлені в боях під час форсування Дніпра та утримання плацдарму. Указом Президії Верховної Ради СРСР «Про присвоєння звання Героя Радянського Союзу генералам, офіцерському, сержантському та рядовому складу Червоної Армії» від 10 січня 1944 року за «зразкове виконання бойових завдань командування на фронті боротьби з німецько-фашистськими загарбниками і виявлено» удостоєний посмертного звання Героя Радянського Союзу з врученням ордена Леніна та медалі «Золота Зірка» .
У 1931 році призваний до лав РСЧА, служив у прикордонних частинах Карелії термінову та надстрокову службу.
У 1938 році демобілізований, працював на автобазі в Курську . Член ВКП(б) із 1939 року.
Народився 1910 року в робітничій родині в селі Потапівка (нині — Есманської селищної територіальної громади Шосткинського району Сумської області). Закінчив початкову школу в рідному селі.
Похований у Братській могилі на території Бориспільського району Київської області .
При форсуванні Дніпра 2 листопада 1943 року заступник командира батальйону 342-го стрілецького полку 136-ї стрілецької дивізії 38-ї армії старший лейтенант Іван Мєшков, замінивши вибулого командира батальйону, силами батальйону захопив дві лінії ворожих траншей та утримував плацдарм, відбиваючи контратаки до підходу головних сил. Був двічі поранений, але залишався у строю. Загинув 3 листопада 1943 року .
Після важкого поранення та лікування в шпиталі був відсторонений від служби в авіації, пройшов перепідготовку на курсах командирів стрілецьких підрозділів і у вересні 1943 року направлений на Воронезький фронт, учасник битви на Курській дузі .

## Родина
- Дружина — Анастасія Семенівна Мєшкова (Федорова), працювала вчителькою початкової школи в селі Колатсельга Карельської АРСР, син — Євген.

## Ушанування пам'яті
- У Петрозаводську портрет Івана Мєшкова встановлено в Галереї Героїв Радянського Союзу.